# 1. Bundesliga 1972-73
La Fußball-Bundesliga 1972/73 fue la 10.ª temporada de la Bundesliga, liga de fútbol de primer nivel de Alemania Federal. Comenzó el 16 de septiembre de 1972 y finalizó el 8 de junio de 1973.

## Equipos participantes
| Equipo                   | Ciudad             | Estadio                  | Capacidad |
| ------------------------ | ------------------ | ------------------------ | --------- |
| Bayern de Múnich         | Múnich             | Olympiastadion Múnich    | 70.000    |
| VfL Bochum               | Bochum             | Ruhrstadion              | 40.000    |
| Borussia Mönchengladbach | Mönchengladbach    | Bökelbergstadion         | 34.500    |
| FC Colonia               | Colonia            | Radrennbahn Müngersdorf  | 29.000    |
| MSV Duisburgo            | Duisburgo          | Wedaustadion             | 38.500    |
| Eintracht Braunschweig   | Braunschweig       | Eintracht-Stadion        | 38.000    |
| Eintracht Frankfurt      | Frankfurt del Main | Waldstadion              | 87.000    |
| Fortuna Düsseldorf       | Düsseldorf         | Rheinstadion             | 59.600    |
| Hamburgo SV              | Hamburgo           | Volksparkstadion         | 80.000    |
| Hannover 96              | Hannover           | Niedersachsenstadion     | 86.000    |
| Hertha Berlín            | Berlín             | Olympiastadion Berlín    | 100.000   |
| 1. FC Kaiserslautern     | Kaiserslautern     | Stadion Betzenberg       | 42.000    |
| Kickers Offenbach        | Offenbach del Meno | Stadion am Bieberer Berg | 30.000    |
| Rot-Weiß Oberhausen      | Oberhausen         | Niederrheinstadion       | 30.000    |
| FC Schalke 04            | Gelsenkirchen      | Glückauf-Kampfbahn       | 35.000    |
| VfB Stuttgart            | Stuttgart          | Neckarstadion            | 53.000    |
| Werder Bremen            | Bremen             | Weserstadion             | 32.000    |
| Wuppertaler SV           | Wuppertal          | Stadion am Zoo           | 28.000    |

### Relevos
| Pos  | Descendidos de 1. Bundesliga |
| ---- | ---------------------------- |
| 17.º | Borussia Dortmund            |
| 18.º | Arminia Bielefeld            |

| Pos       | Ascendidos de Regionalliga |
| --------- | -------------------------- |
| 1.º Oeste | Wuppertaler SV             |
| 1.º Sur   | Kickers Offenbach          |

## Clasificación
| Pos. | Equipo                     | Pts. | PJ | G  | E  | P  | GF | GC | Dif. | Clasificación                                |
| ---- | -------------------------- | ---- | -- | -- | -- | -- | -- | -- | ---- | -------------------------------------------- |
| 1    | Bayern de Múnich (C)       | 54   | 34 | 25 | 4  | 5  | 93 | 29 | +64  | Clasificado a la Copa de Campeones de Europa |
| 2    | FC Colonia                 | 43   | 34 | 16 | 11 | 7  | 66 | 51 | +15  | Clasificado a la Copa de la UEFA             |
| 3    | Fortuna Düsseldorf         | 42   | 34 | 15 | 12 | 7  | 62 | 45 | +17  | Clasificado a la Copa de la UEFA             |
| 4    | Wuppertaler SV             | 40   | 34 | 15 | 10 | 9  | 62 | 49 | +13  | Clasificado a la Copa de la UEFA             |
| 5    | Borussia Mönchengladbach   | 39   | 34 | 17 | 5  | 12 | 82 | 61 | +21  | Clasificado a la Recopa de Europa            |
| 6    | VfB Stuttgart              | 37   | 34 | 17 | 3  | 14 | 71 | 65 | +6   | Clasificado a la Copa de la UEFA             |
| 7    | Kickers Offenbach          | 35   | 34 | 14 | 7  | 13 | 61 | 60 | +1   |                                              |
| 8    | Eintracht Frankfurt        | 34   | 34 | 15 | 4  | 15 | 58 | 54 | +4   |                                              |
| 9    | 1. FC Kaiserslautern       | 34   | 34 | 12 | 10 | 12 | 58 | 68 | −10  |                                              |
| 10   | MSV Duisburgo              | 33   | 34 | 12 | 9  | 13 | 53 | 54 | −1   |                                              |
| 11   | Werder Bremen              | 31   | 34 | 12 | 7  | 15 | 50 | 52 | −2   |                                              |
| 12   | VfL Bochum                 | 31   | 34 | 11 | 9  | 14 | 50 | 68 | −18  |                                              |
| 13   | Hertha Berlín              | 30   | 34 | 11 | 8  | 15 | 53 | 64 | −11  |                                              |
| 14   | Hamburgo SV                | 28   | 34 | 10 | 8  | 16 | 53 | 59 | −6   |                                              |
| 15   | FC Schalke 04              | 28   | 34 | 10 | 8  | 16 | 46 | 61 | −15  |                                              |
| 16   | Hannover 96                | 26   | 34 | 9  | 8  | 17 | 49 | 65 | −16  |                                              |
| 17   | Eintracht Braunschweig (D) | 25   | 34 | 9  | 7  | 18 | 33 | 56 | −23  | Descenso a la Regionalliga                   |
| 18   | Rot-Weiß Oberhausen (D)    | 22   | 34 | 9  | 4  | 21 | 45 | 84 | −39  | Descenso a la Regionalliga                   |

 Fuente: BDFutbol
Notas:
1. ↑  Como Borussia Mönchengladbach se clasificó para la Recopa de Europa y el  Colonia, subcampeón de la Copa de Alemania, ya se clasificó para la Copa de la UEFA a través de su posición en la liga, el lugar del Möchengladbach fue cedido al sexto equipo clasificado, el VfB Stuttgart.

| Bandera de Alemania             |
| Campeón Bayern Múnich 4° título |

## Resultados
| Local \ Visitante        | BAY | BOC | BOM | COL | DUI | EBR | EFR | FOR | HAM | HAN | HER | KAI | KIC | RWO | SCH | STU | WER | WUP |
| ------------------------ | --- | --- | --- | --- | --- | --- | --- | --- | --- | --- | --- | --- | --- | --- | --- | --- | --- | --- |
| Bayern de Múnich         | —   | 5–1 | 3–0 | 1–1 | 2–0 | 3–0 | 3–1 | 3–2 | 1–0 | 7–2 | 4–0 | 6–0 | 3–1 | 5–3 | 5–0 | 5–1 | 2–1 | 4–1 |
| VfL Bochum               | 0–2 | —   | 3–0 | 2–4 | 2–1 | 2–2 | 2–1 | 2–2 | 3–3 | 2–0 | 2–1 | 3–0 | 2–3 | 2–2 | 2–0 | 3–1 | 2–0 | 2–2 |
| Borussia Mönchengladbach | 0–3 | 6–0 | —   | 5–2 | 4–3 | 4–0 | 0–2 | 2–3 | 6–1 | 3–1 | 2–2 | 6–2 | 3–2 | 4–1 | 4–1 | 3–4 | 3–1 | 2–1 |
| FC Colonia               | 2–1 | 2–1 | 3–1 | —   | 2–1 | 4–3 | 3–1 | 1–0 | 2–1 | 3–3 | 4–0 | 2–0 | 1–1 | 3–1 | 3–0 | 5–1 | 1–0 | 1–1 |
| MSV Duisburgo            | 2–0 | 0–1 | 2–2 | 1–1 | —   | 3–2 | 2–1 | 0–0 | 3–0 | 3–1 | 2–1 | 3–4 | 4–0 | 4–1 | 0–1 | 0–1 | 1–2 | 0–0 |
| Eintracht Braunschweig   | 0–2 | 0–2 | 0–0 | 2–0 | 1–1 | —   | 2–1 | 1–2 | 1–1 | 3–2 | 2–1 | 0–0 | 2–2 | 3–1 | 1–1 | 1–0 | 1–0 | 0–1 |
| Eintracht Frankfurt      | 2–1 | 4–1 | 3–0 | 5–0 | 1–3 | 1–0 | —   | 2–1 | 2–1 | 2–0 | 2–2 | 3–1 | 0–3 | 2–1 | 4–2 | 2–1 | 2–2 | 2–1 |
| Fortuna Düsseldorf       | 0–0 | 1–1 | 1–3 | 3–2 | 2–1 | 2–0 | 2–2 | —   | 2–2 | 0–1 | 3–1 | 2–1 | 2–0 | 3–1 | 1–1 | 6–1 | 2–1 | 2–1 |
| Hamburgo SV              | 0–2 | 2–1 | 1–3 | 0–0 | 1–2 | 1–0 | 3–1 | 2–1 | —   | 2–0 | 4–0 | 2–2 | 1–0 | 6–0 | 0–1 | 2–0 | 2–2 | 2–2 |
| Hannover 96              | 1–3 | 1–1 | 1–2 | 0–0 | 3–3 | 2–1 | 2–1 | 2–2 | 3–2 | —   | 2–0 | 2–3 | 1–1 | 3–2 | 1–0 | 3–1 | 2–2 | 1–1 |
| Hertha Berlín            | 2–5 | 2–0 | 3–1 | 1–1 | 0–0 | 3–0 | 3–1 | 2–3 | 2–1 | 2–1 | —   | 4–1 | 2–5 | 3–1 | 3–0 | 5–1 | 2–1 | 0–1 |
| 1. FC Kaiserslautern     | 3–1 | 2–2 | 3–1 | 2–1 | 0–0 | 3–0 | 0–1 | 1–1 | 2–2 | 2–1 | 2–2 | —   | 3–1 | 6–2 | 2–0 | 2–1 | 3–1 | 1–1 |
| Kickers Offenbach        | 0–3 | 4–0 | 2–1 | 2–3 | 4–1 | 1–0 | 3–2 | 1–1 | 2–1 | 2–1 | 0–0 | 2–2 | —   | 4–0 | 2–0 | 1–3 | 2–1 | 3–1 |
| Rot-Weiß Oberhausen      | 0–5 | 1–1 | 1–3 | 2–2 | 4–0 | 0–1 | 1–0 | 0–3 | 3–1 | 1–0 | 2–1 | 3–1 | 2–1 | —   | 2–1 | 2–2 | 2–3 | 2–1 |
| FC Schalke 04            | 1–1 | 2–0 | 2–2 | 2–2 | 1–1 | 0–1 | 3–2 | 3–1 | 2–0 | 3–1 | 1–1 | 2–2 | 6–1 | 3–0 | —   | 2–0 | 1–2 | 1–2 |
| VfB Stuttgart            | 0–1 | 4–0 | 3–0 | 3–1 | 3–4 | 4–0 | 2–2 | 2–2 | 2–1 | 2–0 | 4–0 | 3–1 | 4–2 | 3–0 | 6–2 | —   | 2–1 | 4–2 |
| Werder Bremen            | 1–0 | 5–2 | 1–1 | 2–1 | 0–2 | 4–2 | 2–0 | 1–3 | 1–4 | 3–1 | 1–1 | 5–1 | 0–0 | 1–0 | 2–0 | 0–2 | —   | 0–1 |
| Wuppertaler SV           | 1–1 | 3–0 | 0–5 | 2–2 | 5–0 | 2–1 | 1–0 | 1–1 | 5–1 | 0–4 | 4–1 | 2–0 | 4–3 | 3–1 | 4–1 | 4–0 | 1–1 | —   |

## Máximos goleadores
| Jugador        | Equipo                   | Goles |
| -------------- | ------------------------ | ----- |
| Gerd Müller    | Bayern Múnich            | 36    |
| Jupp Heynckes  | Borussia Mönchengladbach | 28    |
| Günter Pröpper | Wuppertaler              | 21    |
| Erwin Kostedde | Kickers Offenbach        | 19    |
| Hans Walitza   | VfL Bochum               | 18    |
| Uli Hoeneß     | Bayern Múnich            | 17    |
| Klaus Wunder   | Duisburgo                | 17    |
| Reiner Geye    | Fortuna Düsseldorf       | 16    |
| Klaus Budde    | Fortuna Düsseldorf       | 14    |
| Willi Reimann  | Hannover 96              | 14    |